# Monika Michalik

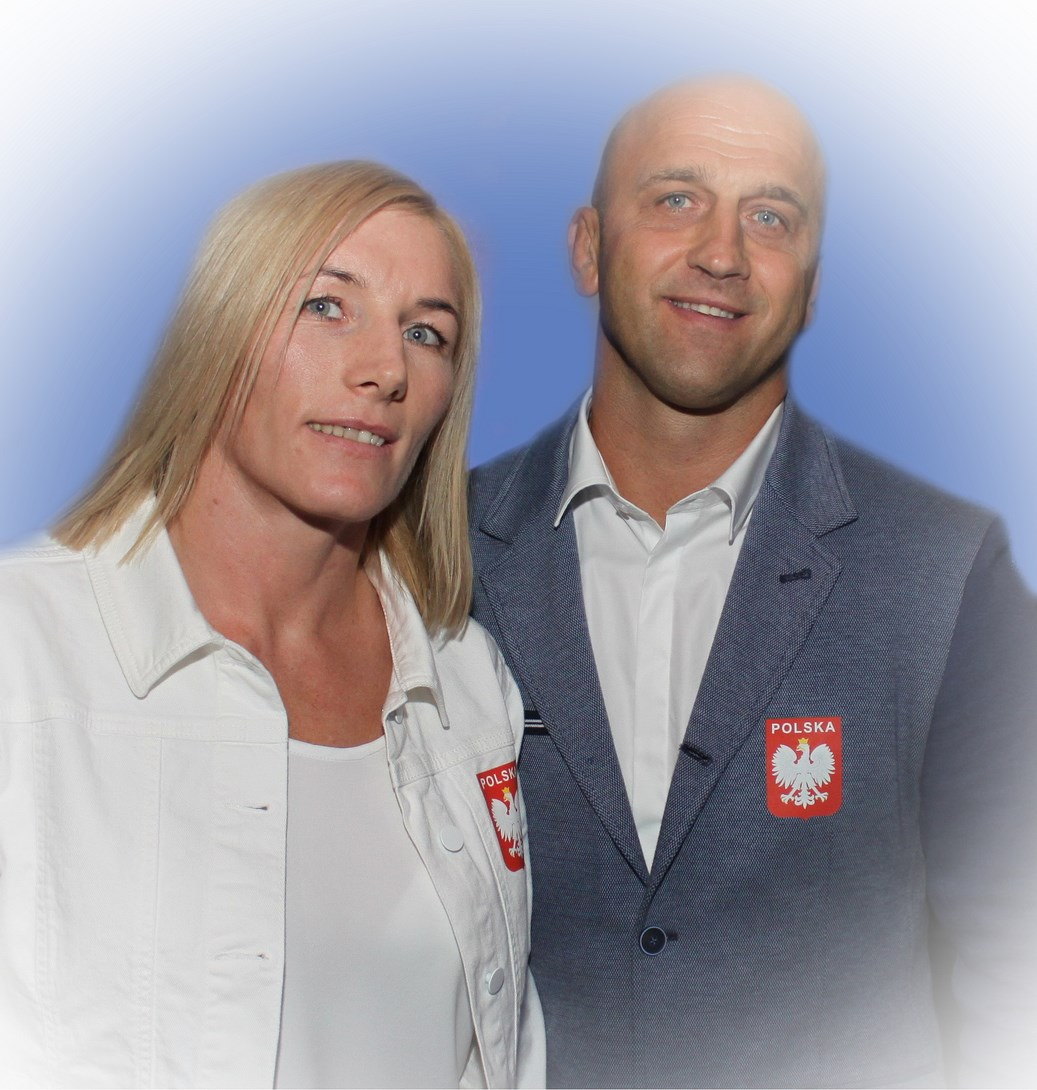
M. Michalik wraz z trenerem K. Ołenczynem (2016 r.)

Monika Ewa Michalik (ur. 2 maja 1980 w Międzyrzeczu) – polska zapaśniczka, zawodniczka sekcji zapaśniczej Grunwaldu Poznań, Wojskowego Zespołu Sportowego Poznań, reprezentantka Polski, brązowa medalistka Letnich Igrzysk Olimpijskich 2016 w Rio de Janeiro w kategorii 63 kg w stylu wolnym.

## Życiorys
Wychowała się w Jasieńcu koło Trzciela, w ówczesnym województwie gorzowskim. Karierę sportową rozpoczęła w Orlętach Trzciel. Do stopnia kaprala awansowała w Siłach Powietrznych w ramach służby w Wojskowym Zespole Sportowym w Poznaniu. Następnie jako starszy kapral kontynuowała służbę w 17 Wielkopolskiej Brygdzie Zmechanizowanej w Międzyrzeczu stając się jednocześnie twarzą akcji Ministerstwa Obrony Narodowej szczepienia przeciw COVID-19 #SzczepimySię.
Na Letnich Igrzyskach Olimpijskich 2016 w Rio de Janeiro zdobyła brązowy medal w kategorii do 63 kg w stylu wolnym. Wcześniej, na igrzyskach olimpijskich w Pekinie (2008) startowała w kategorii do 63 kg w stylu wolnym, zdobywając w ćwierćfinale ósme miejsce. Na igrzyskach olimpijskich w Londynie (2012) przegrała walkę o brązowy medal i została sklasyfikowana na 5. miejscu w kategorii 63 kg w stylu wolnym.
Sześciokrotna medalistka mistrzostw świata w latach: 2000, 2006, 2007, 2010, 2014 i 2016. Multimedalistka mistrzostw Europy, w tym: czterokrotna mistrzyni Europy w 2003, 2005, 2009 i 2017 oraz czterokrotna wicemistrzyni Europy w 2000 (mistrzostwa Europy juniorek), 2002, 2006 i 2013. Czterokrotna medalistka Golden Grand Prix w latach: 2006 w Baku, 2009 w Baku, 2010 w Klippan i 2010 w Baku. Czternastokrotna mistrzyni Polski w pięciu kategoriach wagowych: w 1999 i 2000 jako juniorka oraz w 2001, 2002, 2005, 2006, 2007, 2008, 2009, 2010, 2011, 2012, 2013 i 2014.
Siódma w Pucharze Świata w 2015 roku.
Jej imieniem nazwano halę sportową przy szkole podstawowej w Trzcielu.
Jej brat Tadeusz również jest zapaśnikiem, zdobył brązowy medal na igrzyskach olimpijskich w Tokio 2020.

## Ważniejsze osiągnięcia
Mistrzostwa świata:
| Rok  | Impreza                       | Miejsce                          | Kategoria | Lokata      | Źródło |
| ---- | ----------------------------- | -------------------------------- | --------- | ----------- | ------ |
| 2000 | Mistrzostwa Świata Juniorów   | Nantes                           | 63 kg     | 3. miejsce  | [ 9 ]  |
| 2002 | Mistrzostwa Świata            | Chalkida                         | 55 kg     | 7. miejsce  | [ 23 ] |
| 2003 | Mistrzostwa Świata            | Nowy Jork                        | 55 kg     | 9. miejsce  | [ 24 ] |
| 2005 | Mistrzostwa Świata            | Budapeszt                        | 63 kg     | 13. miejsce | [ 25 ] |
| 2006 | Mistrzostwa Świata            | Kanton                           | 63 kg     | 3. miejsce  | [ 10 ] |
| 2007 | Mistrzostwa Świata            | Baku                             | 63 kg     | 3. miejsce  | [ 11 ] |
| 2008 | Mistrzostwa Świata            | Tokio                            | 67 kg     | 12. miejsce | [ 26 ] |
| 2009 | Mistrzostwa Świata            | Herning                          | 63 kg     | 5. miejsce  | [ 27 ] |
| 2010 | Mistrzostwa Świata            | Moskwa                           | 63 kg     | 26. miejsce | [ 28 ] |
| 2010 | Mistrzostwa Świata Wojskowych | Lahti                            | 63 kg     | 2. miejsce  | [ 12 ] |
| 2011 | Mistrzostwa Świata            | Stambuł                          | 63 kg     | 11. miejsce | [ 29 ] |
| 2012 | Mistrzostwa Świata            | Strathcona County                | 63 kg     | 10. miejsce | [ 30 ] |
| 2013 | Mistrzostwa Świata            | Budapeszt                        | 63 kg     | 7. miejsce  | [ 31 ] |
| 2014 | Mistrzostwa Świata            | Taszkent                         | 63 kg     | 5. miejsce  | [ 32 ] |
| 2014 | Mistrzostwa Świata Wojskowych | Joint Base McGuire–Dix–Lakehurst | 63 kg     | 2. miejsce  | [ 13 ] |
| 2015 | Mistrzostwa Świata            | Las Vegas                        | 63 kg     | 13. miejsce | [ 33 ] |
| 2016 | Mistrzostwa Świata Wojskowych | Skopje                           | 63 kg     | 1. miejsce  | [ 14 ] |

Igrzyska olimpijskie:
- 2016: 3. miejsce – kategoria 63 kg

Mistrzostwa Europy:
- 1998: 9. miejsce – kategoria 55 kg (ME juniorów)
- 2000: 2. miejsce – kategoria 55 kg (ME juniorów)
- 2002: 2. miejsce – kategoria 59 kg
- 2003: 1. miejsce – kategoria 59 kg
- 2005: 1. miejsce – kategoria 63 kg
- 2006: 2. miejsce – kategoria 63 kg
- 2007: 3. miejsce – kategoria 63 kg
- 2008: 3. miejsce – kategoria 63 kg
- 2009: 1. miejsce – kategoria 63 kg
- 2010: 7. miejsce – kategoria 63 kg
- 2011: 16. miejsce – kategoria 63 kg
- 2012: 3. miejsce – kategoria 63 kg
- 2013: 2. miejsce – kategoria 63 kg
- 2017: 1. miejsce – kategoria 63 kg

Golden Grand Prix:
- 2006: 2. miejsce – kategoria 63 kg (Baku)
- 2009: 3. miejsce – kategoria 63 kg (Baku)
- 2010: 1. miejsce – kategoria 63 kg (Klippan)
- 2010: 1. miejsce – kategoria 63 kg (Baku)

Mistrzostwa Polski:
- 1999: 1. miejsce – kategoria 56 kg (MP juniorów)
- 2000: 1. miejsce – kategoria 56 kg (MP juniorów)
- 2001: 1. miejsce – kategoria 55 kg
- 2002: 1. miejsce – kategoria 59 kg
- 2005: 1. miejsce – kategoria 63 kg
- 2006: 1. miejsce – kategoria 63 kg
- 2007: 1. miejsce – kategoria 67 kg
- 2008: 1. miejsce – kategoria 67 kg
- 2009: 1. miejsce – kategoria 72 kg
- 2010: 1. miejsce – kategoria 63 kg
- 2011: 1. miejsce – kategoria 63 kg
- 2012: 1. miejsce – kategoria 63 kg
- 2013: 1. miejsce – kategoria 63 kg
- 2014: 1. miejsce – kategoria 63 kg
- 2015: 1. miejsce – kategoria 63 kg
- 2016: 1. miejsce – kategoria 69 kg

Turnieje:
- 2003: 3. miejsce – kategoria 59 kg (Warsaw Cup)
- 2005: 1. miejsce – kategoria 63 kg (11–12 listopada Borkowice II Puchar Polski)
- 2005: 2. miejsce – kategoria 63 kg (Warsaw Cup)
- 2005: 2. miejsce – kategoria 63 kg (Poland Open Brzeg Dolny)
- 2006: 3. miejsce – kategoria 63 kg (Warsaw Cup)
- 2006: 3. miejsce – kategoria 63 kg (Kijów)
- 2007: 1. miejsce – kategoria 63 kg (Krasnojarsk)
- 2007: 1. miejsce – kategoria 63 kg (Madryt – Hiszpania)
- 2007: 3. miejsce – kategoria 63 kg (Klippan – Szwecja)
- 2008: 1. miejsce – kategoria 67 kg (Colorado Springs)
- 2008: 1. miejsce – kategoria 63 kg (Klippan – Szwecja)
- 2008: 1. miejsce – kategoria 63 kg (Poland Open Łódź)
- 2008: 1. miejsce – kategoria 67 kg (25–27 stycznia Stargard Szczeciński Puchar Polski)
- 2008: 1. miejsce – kategoria 72 kg (18–20 kwietnia Racibórz II Puchar Polski)
- 2009: 1. miejsce – kategoria 63 kg (24–25 stycznia Osielsko I Puchar Polski)
- 2009: 1. miejsce – kategoria 63 kg (24–25 kwietnia Kamienna Góra II Puchar Polski)
- 2009: 1. miejsce – kategoria 72 kg (6 grudnia Bielawa Super Puchar Polski)
- 2010: 1. miejsce – kategoria 63 kg (22–23 stycznia Żary I Puchar Polski)
- 2010: 1. miejsce – kategoria 63 kg (12–14 lutego Tourcoing Grand Prix of Tourcoing – Francja)
- 2010: 1. miejsce – kategoria 63 kg (5–7 marca Klippan Lady Open – Szwecja)
- 2010: 2. miejsce – kategoria 63 kg (16–17 października Poznań II Puchar Polski)
- 2010: 1. miejsce – kategoria 63 kg (3–4 grudnia Poznań Super Puchar Polski)
- 2011: 1. miejsce – kategoria 63 kg (21–22 stycznia Osielsko I Puchar Polski)
- 2011: 1. miejsce – kategoria 63 kg (3–4 lutego Colorado Springs Dave Schultz Memorial International – USA)
- 2011: 1. miejsce – kategoria 63 kg (4–7 marca Klippan Lady Open – Szwecja)
- 2011: 2. miejsce – kategoria 63 kg (10–12 czerwca Dormagen Grand Prix Niemiec)

Kwalifikacje olimpijskie:
- 2004: 10. miejsce – kategoria 55 kg

## Odznaczenia
- Srebrny Krzyż Zasługi – 2016[34][35]
- Srebrny Medal „Za zasługi dla obronności kraju” – 2017[36]